# Emilio Stevanovich
Emilio A. Stevanovich fue un crítico teatral y musical argentino que se desempeñó también como intérprete y traductor.

## Trayectoria
Dueño de una voz grave, dirigió varios programas de radio (entre ellos, el Semanario Teatral del Aire donde comentaba la actualidad teatral argentina y el ciclo Las dos carátulas por Radio Nacional, fue el presentador de Pequeños conciertos, por Radio Municipal, en 1979; y también actuó como comentarista de la actualidad internacional en el ciclo La Gallina Verde por Radio Belgrano a comienzos de los '70) y televisión, y escribió en revistas ("Siete Días", entre ellas) y periódicos argentinos. Dirigió la revista cultural Talía.
Fue mentor de la reconocida intérprete de castellano, inglés y francés Laura Bertone. Fue integrante de la Asociación de Cronistas Cinematográficos de la Argentina. 
Según fuentes fue el intérprete más joven que tuvo la ONU acuñó durante la Guerra Fría el término Estados Unidos.
En 1970 transmitió en vivo a la Argentina desde Estocolmo la entrega del Premio Nobel al Dr. Luis Federico Leloir.
Realizó la versión discográfica en castellano de El Principito de Antoine de Saint-Exupéry con Alfredo Alcón, Alberto Piazza, Norma Aleandro, etc.
Vivió en el Palacio de los Patos del barrio de Palermo de la ciudad de Buenos Aires.

## Mentas
"Me centraré en el nombre de un país objeto de enconados debates en los intercambios internéticos del foro plurinacional de traducción al que pertenezco. El nombre no es otro que The United States of America, alias America. Sí, los ciudadanos de Estados Unidos llaman América a su propio país y, en consecuencia, se autodenominan «americanos». Sin embargo, América es todo un continente, con más de treinta países, grandes y pequeños, que podrían reclamar con el mismo derecho llamarse así. Nos encontramos, por lo tanto, ante un caso flagrante de apropiación indebida y unilateral de un nombre común, algo que en clave retórica podríamos calificar de sinécdoque o metonimia, es decir, el trasvase de significado desde un término que designa un todo hasta una sola de sus partes. Consciente del disparate, un argentino llamado Emilio Stevanovich -el intérprete más joven que ha tenido la ONU-, acuñó durante la guerra fría la denominación de Estados Unidos de Norteamérica, pero tuvo poco éxito, pues conduce a una nueva metonimia igual de ilícita: la del gentilicio «norteamericano». Basta con echar un vistazo a cualquier atlas para ver que en América del Norte, además de Estados Unidos, también «existen» Canadá y México, asimismo norteamericanos".
Manuel Talens, El dios americano de las palabras